# Eugen Vasiliu
Eugen Vasiliu este un fost senator român în legislatura 1996-2000 ales în județul Argeș pe listele partidului PNL. În cadrul activității sale parlamentare, Eugen Vasiliu a fost membru în grupurile parlamentare de prietenie cu Republica Elenă și Republica Portugheză. 